# Obština Veliki Preslav
Obština Veliki Preslav (bulharsky Община Велики Преслав) je bulharská jednotka územní samosprávy v Šumenské oblasti. Leží ve východním Bulharsku v Dolnodunajské nížině na rozhraní jejích vysočin a Předbalkánu. Sídlem obštiny je město Veliki Preslav, kromě něj zahrnuje obština 11 vesnic. Žije zde přes 13 tisíc stálých obyvatel.

## Sídla
Všechna sídla v obštině jsou samosprávná.
| - Dragoevo - Chan Krum - Imrenčevo - Kočovo | - Milanovo - Mokreš - Mostič - Osmar | - Sucha Reka - Troica - Veliki Preslav (sídlo správy) - Zlatar |

## Sousední obštiny
| Růžice kompasu | Tărgovište             |  | Šumen    | Růžice kompasu |
| Růžice kompasu | Sever                  |  |          | Růžice kompasu |
| Růžice kompasu | Obština Veliki Preslav |  |          | Růžice kompasu |
| Růžice kompasu | Jih                    |  |          | Růžice kompasu |
| Růžice kompasu | Vărbica                |  | Smjadovo | Růžice kompasu |

## Obyvatelstvo
V obštině žije 13 201 stálých obyvatel a včetně přechodně hlášených obyvatel 15 685. Podle sčítáni 1. února 2011 bylo národnostní složení následující:
- Bulhaři: 7 936 (65.0 %)
- Turci: 3 078 (25.2 %)
- Romové: 943 (7.7 %)
- ostatní: 255 (2.1 %)